# خوان بيدرو أغيري
خوان بيدرو أغيري (بالإسبانية: Juan Pedro Aguirre)‏ هو سياسي أرجنتيني، ولد في 19 أكتوبر 1781 في بوينس آيرس في الأرجنتين، وتوفي بنفس المكان في 17 يوليو 1837. انتخب رئيس الأرجنتين.